# جاكي جيبسون
جاكي جيبسون (بالإنجليزية: Jackie Gibson) هو عداء مراثوني جنوب أفريقي، ولد في 31 مارس 1914 في جوهانسبرغ في جنوب أفريقيا، وتوفي في 19 يناير 1944 في Eshowe ‏ في جنوب أفريقيا.

## وصلات خارجية
- جاكي جيبسون على موقع أوليمبيديا (الإنجليزية)